# Draché
Draché – miejscowość i gmina we Francji, w Regionie Centralnym, w departamencie Indre i Loara.
Według danych na rok 1990 gminę zamieszkiwały 592 osoby, a gęstość zaludnienia wynosiła 32 osoby/km² (wśród 1842 gmin Regionu Centralnego Draché plasuje się na 611. miejscu pod względem liczby ludności, natomiast pod względem powierzchni na miejscu 720.).